# Comuna Sikirevci, Slavonski Brod-Posavina
Sikirevci este o comună în cantonul Slavonski Brod-Posavina, Croația, având o populație de 2.476 de locuitori (2011).

## Demografie
Componența etnică a comunei Sikirevci
     Croați (99,76%)
     Necunoscut (0,04%)
     Neclasificat (0,12%)
Componența confesională a comunei Sikirevci
     Catolici (99,52%)
     Necunoscută (0,2%)
     Alte religii (0,28%)
Conform recensământului din 2011, comuna Sikirevci avea 2.476 de locuitori. Din punct de vedere etnic, majoritatea locuitorilor (99,76%) erau croați. Apartenența etnică nu este cunoscută în cazul a 0,04% din locuitori. Din punct de vedere confesional, majoritatea locuitorilor (99,52%) erau catolici. Pentru 0,2% din locuitori nu este cunoscută apartenența confesională.